# József és a színes szélesvásznú álomkabát

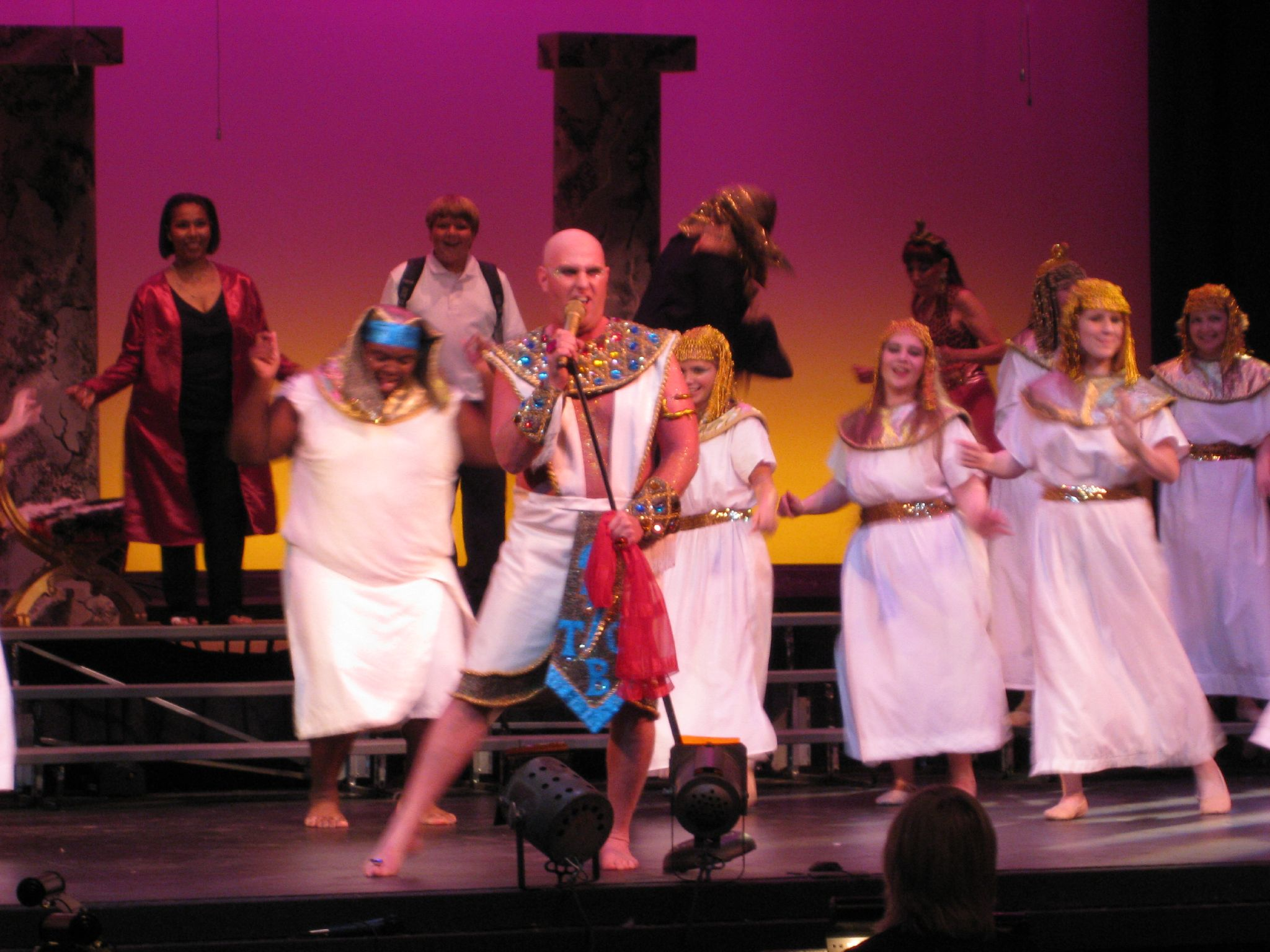
A József és a színes szélesvásznú álomkabát a West Allis Players előadásában 2007-ben

A József és a színes szélesvásznú álomkabát (Joseph and the Amazing Technicolor Dreamcoat) című, a Bibliára alapuló musical 1968-ban készült, zenéjét  Andrew Lloyd Webber, szövegét Tim Rice írta.  
A zeneszerző és sok éven át vele együtt dolgozó szövegíró alkotótársa kollégiumi szobatársakként találtak rá a József témára. Szokatlanul formabontó művet alkottak belőle, amely 1967-ben oratórikus formában került színre. Már ebben a verzióban is nagy sikert aratott.

## Történet
A musical a bibliai József, az álmodó történetét meséli el, aki Jákob pátriárka fia, később az egyiptomi fáraó tanácsadója volt.
A narrátor egy nagy gyermekcsoport (a gyermekkórus) előtt meséli el a kánaáni történetet, amelyet a gyermekek látásmódjához igazodva mutat be. Jákob kedvenc fiát, Józsefet testvérei féltékenységből meg akarják ölni, de miután ez meghiúsul, József egy gazdag egyiptomi főemberhez, Potifárhoz kerül. Potifár felesége sikertelenül próbálja meg elcsábítani a fiatalembert, ami bajhoz vezet: Józsefet börtönbe vetik. Aztán a börtönbeli sikeres álomfejtése ismét a felemelkedését eredményezi. József megmenekül, köszönhetően annak, hogy álma megfejtése kapcsán figyelmezteti a fáraót a hamarosan bekövetkező hétéves éhínségre.  
Ezt követően gazdasági miniszterként átvezeti Egyiptomot a nehéz, nélkülözésekkel teli időszakon. Eközben újra egymásra találnak csalárd testvéreivel, apjával együtt őket is megmenti az éhhaláltól.  

## Művészi megvalósítás
Zeneileg a musical különböző zenei stílusok elemeiből és ismert zenészek előtti tisztelgésekből áll. A címadó Benjamin Calypso például nagyon hasonlít Harry Belafonte-ra; a Fáraó nemcsak hogy feltűnően hasonlít Elvis Presley-re, de az ő stílusában is énekli a Song of the King-et; a One More Angel in Heaven egy tipikus country ballada, az Those Canaan Days egy jiddis-francia akcentussal énekelt sanzon, a The Brothers Come To Egypt pedig egy cha-cha-cha, hogy csak néhány példát említsünk.
A szövegeket az elbeszélő stílus, a pörgős szójátékok, a modern utalások és az ötletes rímek jellemzik. Éppen ezért a darab minden fordítása messze elmarad az eredeti változattól. Ez abból is látszik, hogy számos nemzetközi produkció nélkülözi a musical címének fordítását, és egyszerűen Józsefként hirdeti a darabot.

## Előadások
Ez volt az első Lloyd Webber és Rice musical, amelyet nyilvánosan bemutattak; első közös munkájukat, az 1965-ben írt The Likes of Us-t csak 2005-ben mutatták be. 
József történetének újragondolása, az ismerős témák és a fülbemászó zene számos színpadra állítást eredményezett. A musical eredetileg "pop kantátaként" mutatkozott be a londoni Colet Court Schoolban 1968-ban, majd a Novello adta ki, később a Decca Records vette fel bővített formában 1969-ben. A következő Lloyd Webber és Rice darabot, a Jézus Krisztus Szupersztár rock-operát követően 1970-től a darab amatőr színpadi produkcióként szerepelt az Egyesült Államokban, az album első amerikai kiadása pedig 1971-ben volt. A musical szakmai premierjét 35 perces musicalként a Haymarket jégpályán tartották Edinburgh-i Nemzetközi Fesztiválon 1972-ben. Webber nem törődött a színpad törvényeivel, egymást követő laza szerkezetű dalok sorában mesélte el a kiválasztott fiú történetét, akinek kitaszítottsága és felemelkedése a megbocsátás és a tolerancia nagy példázata.
A musicalt 1973-ban mutatták be a West Enden, de ezt követően még további módosításokon és bővítéseken esett át. 1974-ben a leicesteri Haymarket Színházban nyerte el a végleges változatát, és abban az évben megtörtént a hangrögzítése is.  
A musicalt 1982-ben mutatták be a Broadway-n. Számos jelentős felújítás, nemzetközi turné volt a darab bemutatója óta, 1999-ben egy film is készült belőle Donny Osmond főszereplésével. A szerzői jogok tulajdonosa, a Really Useful Group szerint már 2008-ig több mint 20 000 iskola és amatőr színházi csoport állította színpadra a produkciót.
A darab bejárta a világ nagy színpadait és mindenütt hatalmas sikerrel játsszák. A budapesti Madách Színház 1991 után 2008-ban mutatta be újra a József és a színes szélesvásznú álomkabát musicalt. A 2008-as színrevitelt 2024-ig 300-szor adták elő.

## Zeneszámlista

### Első felvonás
- Prolog
- Any Dream Will Do
- Jacob and Sons / Joseph`s Coat
- Joseph’s Dreams
- Poor, Poor Joseph
- One More Angel in Heaven
- Hoedown
- Potiphar
- Close Every Door
- Go, go, go Joseph

### Második felvonás
- Pharao Story
- Poor, Poor Pharaoh
- Song of the King
- Pharaoh's Dream Explained
- Stone the Crows
- Those Canaan Days
- The Brothers Come To Egypt / Grovel, Grovel
- Who's the Thief?
- Benjamin-Calypso
- Joseph All the Time
- Jacob in Egypt
- Finale: Any Dream Will Do (Reprise)
- Joseph Megamix